# Traconitide
La Traconitide (dal greco : Τραχωνϊτις, territorio accidentato) è una regione situata a Est del fiume Giordano nella parte meridionale dell'antica Siria. Oggi essa è detta Al-Lajat (in arabo اللجاة‎?), nome traslitterato anche come Lajat, Lejat, Lajah, Ledja ed El-Leja, che significa "rifugio".

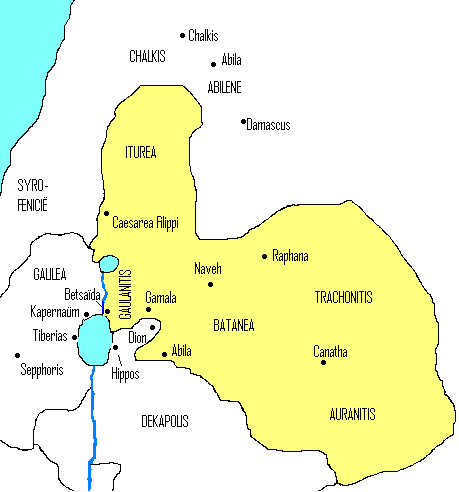
Iturea, Traconìtide, Batanea, Gaulantide, e Auranitide nel primo secolo

Il territorio della Traconitide è un tavolato vulcanico costellato di coni rocciosi basaltici o di pomice e di sorgenti vulcaniche. La colata di lava che lo ricopre è alta 6 o 7 metri più del territorio circostante. I suoi confini sono perciò chiaramente delimitati e facilmente difendibili: da ciò il nome arabo. Esso ha una forma triangolare con il vertice verso nord e misura approssimativamente 30x40 km. È posto alla quota di 600-900 metri s.l.m.

## La Traconitide nel I secolo
Il nome "Traconitide" è quello in uso nel periodo greco-romano. Essa è citata nel vangelo di Luca assieme all'Iturea (3,1). La Traconitide era parte del tetrarcato di Erode Filippo. Anche Flavio Giuseppe fornisce notizie analoghe.
Il geografo Strabone utilizza il termine "trachon" (territorio roccioso) per due regioni della Siria: la Traconitide vera e propria, posta a sud di Damasco e un deserto vulcanico posto a Est, oggi chiamato Al-Safa.

## Traconitide e Argov
Alcuni studiosi ritengono che la Traconitide coincida con il territorio veterotestamentario di Argob (in ebraico ארגוב Argov‎? / in arabo أرجوب‎?), anch'esso parte del Bašan. Esso fu uno dei distretti del regno di Salomone (Primo Libro dei Re 4,13). Prima della conquista israelitica era un dominio di re Og, comprendente 60 città fortificate. (Deuteronomio 3,4-13). Questa identificazione, però, sembra essere basata su considerazioni etimologiche incerte.